# ۵۲۴ (قمری)
۵۲۴ (قمری)، پانصد و بیست و چهارمین سال در گاهشماری هجری قمری است. اول محرم این سال برابر با بیست و دوم دسامبر سال ۱۱۲۹ میلادی است.

## وابسته
- خلفای فاطمی